# Paul Sherwen
William Paul Sherwen (Widnes, 17 juni 1956 – Kampala, 2 december 2018) was een Brits wielrenner.
Sherwen nam zeven keer deel aan de Ronde van Frankrijk en reed er vijf uit. In de Ronde van Frankrijk in 1985 kwam hij tijdens de eerste bergetappe al vroeg zwaar ten val. Hij wist weer op de fiets te stappen maar kon geen aansluiting vinden bij het peloton; hij zou de gehele etappe in zijn eentje op grote achterstand rijden. Uiteindelijk wist hij de zes bergen te beklimmen en kwam een uur na de winnaar over de streep. Hoewel hij officieel te laat binnen was mocht hij de dag erna gewoon starten, als beloning voor zijn doorzettingsvermogen. Hij zou die Tour als 141e eindigen.
Na zijn actieve wielerloopbaan was Sherwen actief als ploegleider en commentator bij wielerwedstrijden voor onder meer Channel 4 en NBC. In 2018 overleed hij aan hartfalen.

## Belangrijkste overwinningen
1982
1e etappe Ronde van de Middellandse Zee
1983
3e etappe Vierdaagse van Duinkerke
GP de Denain
1987
 Brits kampioen op de weg, Elite

## Resultaten in voornaamste wedstrijden
| Jaar | Ronde van Italië | Ronde van Frankrijk | Ronde van Spanje |
| ---- | ---------------- | ------------------- | ---------------- |
| 1978 |                  | 70e                 |                  |
| 1979 |                  | 81e                 |                  |
| 1980 |                  | opgave              |                  |
| 1981 |                  | opgave              |                  |
| 1982 |                  | 111e                |                  |
| 1983 |                  |                     |                  |
| 1984 |                  | 116e                |                  |
| 1985 |                  | 141e                |                  |

| Jaar | Milaan-San Remo | Gent-Wevelgem | Parijs-Roubaix | Parijs-Tours | Kuurne-Brussel-Kuurne | Omloop Het Volk |
| ---- | --------------- | ------------- | -------------- | ------------ | --------------------- | --------------- |
| 1978 |                 |               |                |              |                       |                 |
| 1979 | 20e             |               |                | 24e          |                       |                 |
| 1980 | 11e             | 21e           |                | 12e          |                       |                 |
| 1981 |                 | 111e          | 33e            |              |                       |                 |
| 1982 |                 |               |                | 30e          | 9e                    | 8e              |
| 1983 | 91e             |               | 15e            |              |                       |                 |
| 1984 |                 | 42e           | 30e            | 85e          |                       |                 |
| 1985 |                 | 54e           |                |              |                       |                 |

## Ploegen
- 1978 –  Fiat
- 1979 –  Fiat
- 1980 –  La Redoute-Motobécane
- 1981 –  La Redoute-Motobécane
- 1982 –  La Redoute-Motobécane
- 1983 –  La Redoute-Motobécane
- 1984 –  La Redoute-Motobécane
- 1985 –  La Redoute
- 1986 –  Raleigh-Pirelli
- 1987 –  Raleigh-Banana